# Teresa Parejo
Teresa Parejo Navajas (Santa Cruz de Tenerife, 1972) es una abogada española especializada en derecho ambiental. Por su trabajo e investigaciones sobre sostenibilidad y el cambio climático, ha recibido varios reconocimientos de universidades y medios de comunicación. En 2019, fue nombrada directora de sostenibilidad de la aerolínea española Iberia.

## Trayectoria
Se doctoró en derecho por la Universidad Carlos III de Madrid (UC3M) en 2003 con la tesis doctoral titulada La estrategia territorial europea: la percepción comunitaria del uso del territorio, y por la que consiguió el premio extraordinario. Posteriormente, continuó con su formación con un máster en Derecho de la Unión Europea, especializándose en regulación y políticas de cambio climático.
Ha sido profesora asociada de Derecho administrativo en la UC3M como especialista en políticas contra el cambio climático. Además, ha formado parte del Sabin Center for Climate Change Law de la Universidad de Columbia, y ha sido asesora experta de la Red de Soluciones para el Desarrollo Sostenible (SDSN) de la Organización de las Naciones Unidas para los Objetivos de Desarrollo Sostenible y directora ejecutiva de la Secretaría Global del International Council of Environmental Law (ICEL), organización especializadas en sostenibilidad y conservación ambiental.
Desde octubre de 2019, es directora de sostenibilidad de Iberia. Ha compaginado su trayectoria laboral con la colaboración con organismos internacionales y con universidades, impartiendo conferencias sobre sostenibilidad y cambio climático y publicando artículos en revistas especializadas.

## Reconocimientos
Teresa Parejo Navajas fue reconocida con el Premio Extraordinario de Tesis Doctoral en 2003 por su tesis titulada La estrategia territorial europea: la percepción comunitaria del uso del territorio. Posteriormente, en 2013, recibió el Premio de Excelencia de la Universidad Carlos III de Madrid (Excellence Award for curricular merits), que distingue trayectorias académicas destacadas en docencia e investigación. En 2022, fue galardonada con el Premio a la Excelencia en la categoría de Sostenibilidad en la IV edición de los premios entregados por la emisora especializada en información económica Capital Radio, por su compromiso con el desarrollo sostenible y su contribución a la difusión de políticas ambientales.

## Obra
- 2004 – La estrategia territorial europea: la percepción comunitaria del uso del territorio. Marcial Pons. ISBN 84-9768-148-7.[9]
- 2008 – Derecho de la competencia: estudios sobre la Ley 15/2007, de 3 de julio, de Defensa de la Competencia. VVAA. Wolters Kluwer España. ISBN 978-84-9725-897-5.[10]
- 2011 – La proyección de la ordenación física de usos sobre la costa y el mar próximo: la planificación del aquitorio. Iustel. ISBN 978-84-9890-139-9.[11]